# Cyclura pinguis
Cyclura pinguis – krytycznie zagrożony wyginięciem gatunek dużej roślinożernej jaszczurki z rodziny legwanowatych (Iguanidae). Występuje na wyspie Anegada wchodzącej w skład Brytyjskich Wysp Dziewiczych. Umaszczenie zmienia się zależnie od wieku i płci osobnika. W przeszłości zasięg występowania tego zwierzęcia był dużo większy, a liczebność nadal spada, co jest skutkiem działalności człowieka. Podejmowane są próby ratowania gatunku, w których uczestniczą głównie ogrody zoologiczne.

## Ewolucja
Cyclura pinguis to najstarszy z gatunków swego rodzaju i jest najbardziej unikatowy pod względem genetycznym. Przodek tych legwanów zasiedlił pierwotnie Haiti, następnie zaś rozprzestrzenił na wyspy położone na zachodzie i północy, gdzie zróżnicował się na dziewięć gatunków obejmujących kilka podgatunków znanych obecnie.

## Taksonomia
Gatunek został opisany po raz pierwszy przez amerykańskiego herpetologa Thomasa Barboura w 1917. Nazwa rodzajowa Cyclura pochodzi ze starożytnego języka greckiego. Cyclos (κύκλος) oznacza „okrągły”, a ourá (οὐρά) – „ogon”. Jest to nawiązanie do okrągłych w przekroju przypominających kolce łusek znajdujących się na ogonie, będących cechą charakterystyczną dla przedstawicieli rodzaju Cyclura. Epitet gatunkowy pinguis oznacza po łacinie „otyły, gruby, dobrze żywiony, tłusty (...)” i odnosi się do krępego wyglądu zwierzęcia, czemu zawdzięcza ono też swą zwyczajową angielską nazwę „stout iguana” (korpulentny legwan).

## Anatomia i morfologia

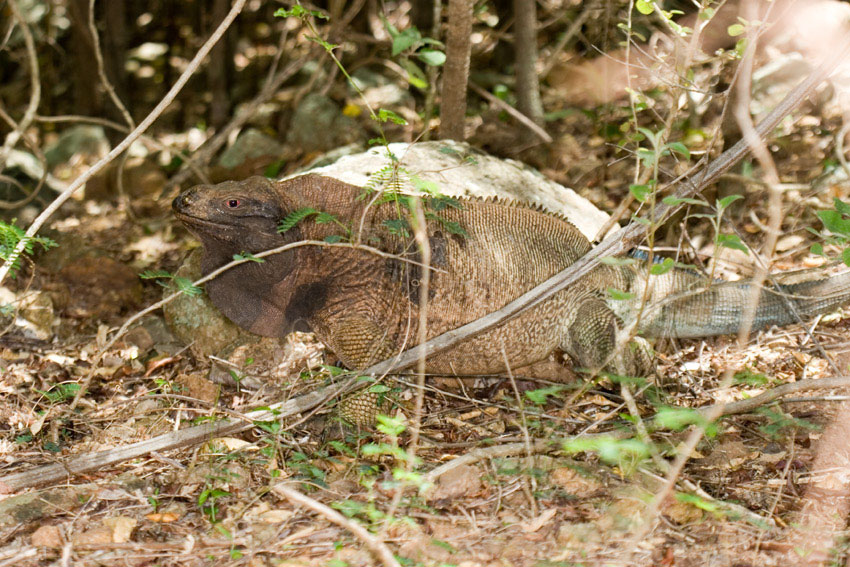
Na wyspie Anegada

Jest to duży legwan o masywnym ciele. Całkowita długość ciała może dochodzić do 56 cm. Osobniki młode posiadają bardziej lub mniej wyraźny wzór. Występują u nich szerokie pasy o odcieniu od szarości do omszałej zieleni. Przerywają je skierowane do przodu czarne lub szare pasy. W miarę dorastania zwierząt pasy te zanikają, stają się szarawe, czarnobrązowe nieraz z dodatkiem turkusu na kolcach grzbietowych, podstawie ogona oraz kończynach przednich, jak i tylnych. Zdarza się, że niebieskawa barwa rozciąga się na boki ciała osobnika, przy czym ma to miejsce zwłaszcza w przypadku samców. Ubarwienie samic jest mniej zwracające uwagę, występuje mniej niebieskiego, o ile nie brakuje go w ogóle.
Samce przerastają rozmiarami samice. Mają też wydajniejsze grzebienie grzbietowe oraz pory na udach, służące do wydzielania feromonów mających za zadanie przywabić zwierzęta płci przeciwnej. Samice nie mają takich porów, a ich grzebienie są krótsze. Jest to przykład dymorfizmu płciowego.

## Pożywienie
Podobnie jak inne legwany należące do tego rodzaju Cyclura pinguis spożywa głównie pokarm roślinny. Zjada liście, kwiaty i owoce, jednak z powodu zażartej konkurencji z innymi roślinożercami w jego naturalnym środowisku (owce, kozy, osły i bydło) ogranicza się często do spożycia roślin pomijanych przez powyższe zarówno domowe, jak i dzikie zwierzęta. Poza tym opisywana tu jaszczurka to także przygodny mięsożerca, który jest w stanie upolować wije, stonogi, karaluchy i inne owady, a także inne bezkręgowce, nie jest więc ścisłym roślinożercą.

## Rozmnażanie
Ta wymuszona dieta nie pozostaje bez wpływu na zdolność do reprodukcji. Samice w wieku rozrodczym muszą być wystarczająco dobrze odżywione dla produkcji jaj i utrzymania na odpowiednim poziomie swego własnego metabolizmu. W przeciwnym wypadku mogą nie przeżyć po złożeniu jaj. W efekcie w populacji na jedną samicę przypadają aż dwa samce. Samice zwykle składają 12–16 jaj rocznie, czyniąc to późną wiosną albo wczesnym latem.

## Siedlisko
Anegada Island obejmuje przede wszystkim tereny wulkaniczne, jednak jako uformowana z koralowców i wapieni jest bogata w naturalne kryjówki, które mogą posłużyć zwierzętom za schronienie. Legwan zazwyczaj zajmuje norę pojedynczo. Zanotowano przypadek, kiedy dwa osobniki wydawały się związać ze sobą na stałe, a ich nory znajdowały się w niewielkiej odległości. Opuszczając swą norę w poszukiwaniu pożywienia albo osobnika płci przeciwnej, legwan nie ma zwyczaju więcej do niej wracać.

## Status i ochrona

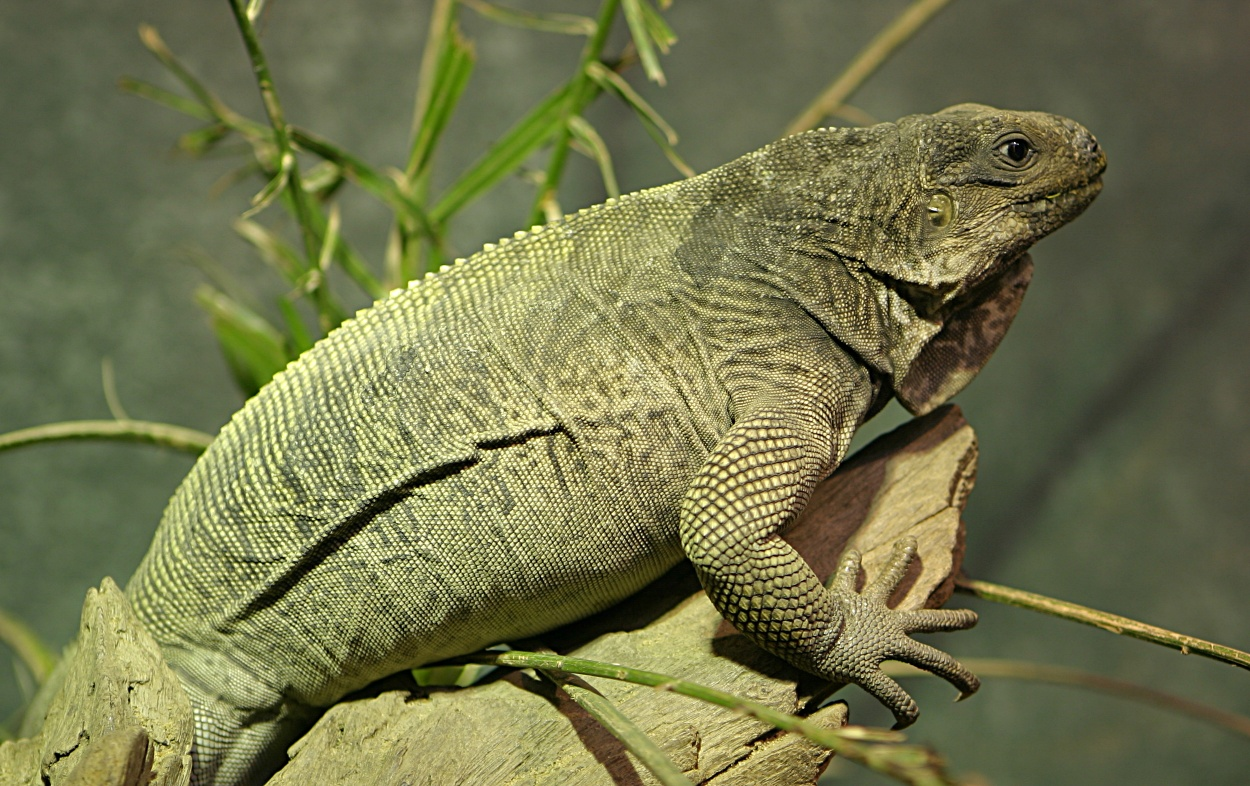
W zoo w Houston

Szacuje się, że obecnie całkowita liczebność gatunku wynosi mniej niż 300 osobników i gwałtownie spada. W ciągu ostatnich 40 lat zmniejszyła się o 80%.

### Przyczyny spadku liczebności
Główną przyczyną takiego stanu rzeczy jest konkurencja z domowymi i dzikimi zwierzętami. Drugi z kolei powód to polowania prowadzone przez zdziczałe psy i koty. Jak pokrewne gatunki legwany te cierpią też z powodu utraty środowiska naturalnego.
Żywe osobniki sprzedawane są turystom jako zwierzęta domowe, ich rzadkość czyni je atrakcyjniejszymi dla hodowców, którzy nie zwracają uwagi na fakt, że handel tym gatunkiem jest zabroniony przez CITES. W 1999 pracownik World Wildlife Fund Stuart Chapman powiedział: „Rząd brytyjski po ponad 20 latach otworzył oczy na te terytoria zamorskie, które są domem dla wielu rzadkich i zagrożonych gatunków. Wiele z nich czeka zagłada, jeśli Brytania nie zacznie przestrzegać swoich zobowiązań handlowych. Brytyjskie Wyspy Karaibskie są wyjątkowo różnorodne biologicznie i występuje tam wiele rzadkich i krytycznie zagrożonych gatunków – mimo to nie podjęto żadnych wysiłków na rzecz wymuszenia przestrzegania tam CITES”.

### Ratowanie
Podejmowane są intensywne wysiłki w celu ochrony gatunku. W latach osiemdziesiątych XX wieku 8 legwanów zabrano z Anegada na Wyspę Guana należącą do Brytyjskich Wysp Dziewiczych. Chciano w ten sposób zapoczątkować powstanie kolejnej populacji w części dawnego zasięgu występowania gatunku. Guana nie jest wyspą zbudowaną z wapienia, nie dostarcza więc tylu schronień, co Anegada. Legwany wydawały się radzić sobie dobrze i rozmnażać się na terenach pozbawionych dzikich owiec, jedynego konkurenta o pokarm. Według szacunków wyspę Guana zamieszkuje około 300 dorosłych osobników i od 1987 widuje się potomstwo. Guana Island Wildlife Sanctuary stara się oczyścić wyspę z owiec, co może polepszyć warunki siedliskowe dla legwanów.
Cyclura pinguis daje się także hodować w zoo. Trzyma się ją w ogrodach zoologicznych w San Diego i w Fort Worth. Oba ośrodki aktywnie współpracują z Brytyjskimi Wyspami Dziewiczymi w programie naprawczym rozpoczętym w 1997 na Anegada. 120 zwierząt uzyskało możliwość wypuszczenia na wolność. Młode po wykluciu są karmione i chronione, dzięki czemu nie stają się ofiarą dzikich psów czy kotów. Dzięki temu zmniejsza się współczynnik śmiertelności młodych. Projekt uzupełniają badania w terenie i monitorowanie wypuszczonych gadów.